# Manfred Ullmann
Manfred Ullmann (* 2. November 1931 in Brandenburg an der Havel) ist ein deutscher Arabist und Altphilologe.

## Leben
Manfred Ullmann studierte Arabistik, Semitistik und Gräzistik an den Universitäten Tübingen und Hamburg. Er wurde 1959 in Tübingen promoviert und habilitierte sich dort 1965. 1970 wurde er zum außerplanmäßigen Professor der Arabistik und Islamkunde an der Universität Tübingen ernannt. 1986 erhielt er die Lidzbarski-Medaille. Ullmann ist korrespondierendes Mitglied der Akademie der Wissenschaften zu Göttingen (seit 1984) und der Bayerischen Akademie der Wissenschaften (seit 1990) sowie Ehrendoktor der Universität Erlangen-Nürnberg (seit 2017).
Ullmanns Forschung betrifft die Grammatik des Arabischen (besonders die Syntax), Lexik, Motivik und Entwicklung der arabischen Literatur und die Rezeption und Überlieferung griechischer Schriften (Menander-Sentenzen, Medizin, Naturwissenschaften) im Arabischen sowie im Islam. In seinem Hauptwerk, dem arabisch-deutsch/englischen Wörterbuch der Klassischen Arabischen Sprache (WKAS), wird die historische Entwicklung des arabischen Wortschatzes für die Wortanfangsbuchstaben Kāf und Lām auf der Basis von weit über hunderttausend Quellen nach strengen lexikographischen Grundsätzen herausgearbeitet und die vielseitige Verwendung der klassischen arabischen Sprache umfassend dargestellt.
Seit 1961 ist er mit Renate Doermer verheiratet. Vor der Ehe arbeitete sie mit Emil Heitz am ersten Elektronenmikroskop des Max-Planck-Instituts für Biologie Tübingen. Manfred Ullmann lebt in Tübingen.

## Veröffentlichungen (Auswahl)
- Die arabische Überlieferung der sogenannten Menandersentenzen. Wiesbaden 1961.
- Untersuchungen zur Ragazpoesie. Ein Beitrag zur arabischen Sprach- und Literaturwissenschaft. Harrassowitz, Wiesbaden 1966 (Habilitationsschrift Universität Tübingen).
- als Hrsg.: Die Schrift des Rufus von Ephesos über die Gelbsucht in arabischer und lateinischer Übersetzung. Göttingen 1983 (= Abhandlungen der Akademie der Wissenschaften in Göttingen: philologisch-historische Klasse. III, 138).
- Die Medizin im Islam (= Handbuch der Orientalistik, 1. Abteilung: Der Nahe und der Mittlere Osten. Ergänzungsband VI, 1). Leiden/Köln 1970.
- Die Tadkira des Ibn-as-Suwaidi, eine wichtige Quelle zur Geschichte der griechisch-arabischen Medizin und Magie, in: Der Islam, Jg., 54 (1977), S. 33–65.
- Die Natur- und Geheimwissenschaften im Islam (= Handbuch der Orientalistik, 1. Abteilung. Ergänzungsband VI, 2). Leiden 1972.
- Das Schlangenbuch des Hermes Trismegistos. Wiesbaden 1994.
- Das Motiv der Kreuzigung in der arabischen Poesie des Mittelalters. Harrassowitz, Wiesbaden 1995, ISBN 3-447-03747-4.
- (zus. mit Rainer Degen): Untersuchungen zur arabischen Überlieferung der Materia medica des Dioskorides. Harrassowitz, Wiesbaden 2009, ISBN 978-3-447-06057-8.
- Die Nikomachische Ethik des Aristoteles in arabischer Übersetzung. 2 Bände. Wiesbaden 2011–2012.
- Wörterbuch der Klassischen Arabischen Sprache. 5 Bände. Wiesbaden 1970–2009.
- Wörterbuch zu den griechisch-arabischen Übersetzungen des 9. Jahrhunderts. 4 Bände. Wiesbaden 2002–2018.
- Beiträge zur arabischen Grammatik. Harrassowitz, Wiesbaden 2013, ISBN 978-3-447-06942-7.
- Paralipomena. Studien zur arabischen Grammatik, Textkritik und Motivgeschichte. Harrassowitz, Wiesbaden 2015, ISBN 978-3-447-10331-2.
- Aufsätze zur arabischen Rezeption der griechischen Medizin und Naturwissenschaft (= Scientia Graeco-Arabica, Bd. 15). De Gruyter, Boston/Berlin 2016, ISBN 978-1-61451-844-0.
- Theorie und Praxis der arabischen Lexikographie. Harrassowitz, Wiesbaden 2016, ISBN 978-3-447-10562-0.
- Der verstohlene Blick. Zur Metaphorik des Diebstahls in der arabischen Sprache und Literatur. Harrassowitz, Wiesbaden 2017, ISBN 978-3-447-10852-2.
- Flüche und unfromme Wünsche in der arabischen Sprache und Literatur. Harrassowitz, Wiesbaden 2020, ISBN 978-3-447-11352-6.
- Neue Beiträge zur arabischen Grammatik. Exklamativpartikeln, der Casus emphaticus, Koordinationsmodelle, syntaktische Umkehrungen. Harrassowitz, Wiesbaden 2021, ISBN 978-3-447-11551-3.